# Équipe de Côte d'Ivoire de football à la Coupe d'Afrique des nations 2023
L’équipe de Côte d'Ivoire de football participe, à domicile, à la Coupe d'Afrique des nations 2023 organisée du 13 janvier au 11 février 2024. Il s'agit de la 25e participation des Eléphants, emmenés par Jean-Louis Gasset puis Emerse Fae à partir des huitièmes de finale. Ils remportent la compétition en battant le Nigeria en finale (2-1).

## Qualifications
La Côte d'Ivoire est qualifiée d'office en tant que pays hôte à la Coupe d'Afrique de Nations (CAN). Elle participe toutefois aux matchs de qualification du groupe H.
| Rang | Équipe        | Pts | J | G | N | P | Bp | Bc | Diff |  | Résultats (▼ dom., ► ext.) |     |     |     |     |
| ---- | ------------- | --- | - | - | - | - | -- | -- | ---- |  | -------------------------- | --- | --- | --- | --- |
| 1    | Zambie        | 13  | 6 | 4 | 1 | 1 | 12 | 6  | +6   |  | Zambie                     |     | 3-0 | 2-1 | 3-1 |
| 2    | Côte d'Ivoire | 13  | 6 | 4 | 1 | 1 | 9  | 5  | +4   |  | Côte d'Ivoire              | 3-1 |     | 3-1 | 1-0 |
| 3    | Comores       | 7   | 6 | 2 | 1 | 3 | 6  | 8  | -2   |  | Comores                    | 1-1 | 0-2 |     | 2-0 |
| 4    | Lesotho       | 1   | 6 | 0 | 1 | 5 | 1  | 9  | -8   |  | Lesotho                    | 0-2 | 0-0 | 0-1 |     |

### Statistiques

#### Matchs joués
Lors de la compétition jouée à la maison en 2024, la Côte d'Ivoire a disputé sept matchs. Lors de la CAN 2023, les éléphants ont joué leur premier match face à la Guinée Equatoriale

#### Buteurs
| Buts | Joueurs                                                             |
| ---- | ------------------------------------------------------------------- |
| 3    | Ibrahim Sangaré                                                     |
| 2    | Christian Kouamé                                                    |
| 1    | Serge Aurier, Sébastien Haller, Franck Kessié, Jean-Philippe Krasso |

## Préparation
La préparation des Eléphants de Côte d'Ivoire pour la Coupe d'Afrique des Nations (CAN) a débuté le 22 décembre 2023 à San-Pédro. Après cette étape, Jean-Louis Gasset, l'ex sélectionneur des éléphants dévoile la liste définitive des joueurs sélectionnés pour cette compétition. Lors d'un match amical opposant la Côte d'Ivoire à la Mozambique que les Eléphants devaient tester leur performance avant le démarrage de la CAN.

## Compétition
La CAN (Coupe d'Afrique des Nations) est une compétition de football qui oppose les meilleurs acteurs du football masculin africain. Il s'agit d'une compétition organisée tous les deux ans. Organisée pour la première fois au Soudan, à Khartoum en 1957, l'édition a été remporté par l'Egypte. Après quatre participations depuis sa création, la Côte d'Ivoire remporte sa première CAN en 1992 face au Ghana. Elle remporte sa seconde étoile en 2015 face encore une fois à l'équipe du Ghana en phase de tirs au buts.

### Tirage au sort
Le tirage au sort de la CAN 2023 est effectué le 12 octobre 2023 au Parc des expositions d’Abidjan. La Côte d'Ivoire (50e nation au classement FIFA), est placée dans le chapeau 1 en tant que pays-hôte. Le tirage place les Éléphants dans le groupe A, avec le Nigeria, (chapeau 2, 40e au classement FIFA), la Guinée équatoriale (chapeau 3, 92e) et la Guinée-Bissau (chapeau 4, 106e). Ce tirage est considéré comme plutôt favorable.

### Effectif
Jean-Louis Gasset annonce la liste des 27 joueurs retenus le 28 décembre 2023.

### Premier tour

#### Démission du sélectionneur Jean-Louis Gasset
A l'issu de la défaite (0-4) de l'équipe nationale face à la Guinée Equatoriale lors du troisième match de poule, le sélectionneur Jean-Louis Gasset rend sa démission le soir même de cette débâcle. Une décision approuvée par Yacine Idriss Diallo, président de la Fédération Ivoirienne de Football (FIF).

#### Emerse Faé, sélectionneur par intérim de l'équipe nationale ivoirienne de football
Après la démission de Jean-Louis Gasset, l'ex sélectionneur des Eléphants de Côte d'Ivoire, Émerse Faé, est nommé à la tête de l'équipe. Ex milieu de terrain ivoirien, Émerse Faé termine sa carrière de footballeur à cause des phlébites à répétition. De retour au sein du football ivoirien, il occupe le poste d'adjoint de Jean-Louis Gasset avant de se consacrer à la fonction d'entraineur par intérim.

#### Résultats
| Rang | Équipe             | Pts | J | G | N | P | Bp | Bc | Diff |
| ---- | ------------------ | --- | - | - | - | - | -- | -- | ---- |
| 1    | Guinée équatoriale | 7   | 3 | 2 | 1 | 0 | 9  | 3  | +6   |
| 2    | Nigeria            | 7   | 3 | 2 | 1 | 0 | 3  | 1  | +2   |
| 3    | Côte d'Ivoire      | 3   | 3 | 1 | 0 | 2 | 2  | 5  | -3   |
| 4    | Guinée-Bissau      | 0   | 3 | 0 | 0 | 2 | 2  | 7  | -5   |

| Match d'ouverture     | Côte d'Ivoire               | 2 - 0 | Guinée-Bissau | Stade Alassane Ouattara, Abidjan |                       |
| 13 janvier 2024 20h00 | Fofana 4e · Krasso 58e      | (1-0) |               | Arbitrage : Amin Omar            | Arbitrage : Amin Omar |
| 13 janvier 2024 20h00 | Ndicka 30e · I. Sangaré 45e |       | 44e Cassamá   | Arbitrage : Amin Omar            | Arbitrage : Amin Omar |

| 2e journée            | Côte d'Ivoire | 0 - 1   | Nigeria                 | Stade Alassane Ouattara, Abidjan |                              |
| 18 janvier 2024 17h00 | | (0 - 0) | 55e (pen.) Troost-Ekong | Arbitrage : Mustapha Ghorbal     | Arbitrage : Mustapha Ghorbal |
| 18 janvier 2024 17h00 | | Rapport | 90+2e Nwabali ·         | Arbitrage : Mustapha Ghorbal     | Arbitrage : Mustapha Ghorbal |
| 18 janvier 2024 17h00 | Y. Fofana - Konan (Diakité, 80e), Ndicka, Diomande, Aurier (Singo, 67e) - Kessié, I. Sangaré, S. Fofana - Boga (Pépé, 67e), Krasso (Konaté, 84e), Kouamé (Bamba, 66e) | Équipes |                         | Arbitrage : Mustapha Ghorbal     | Arbitrage : Mustapha Ghorbal |

| 3e journée            | Guinée équatoriale                         | 4 - 0   | Côte d'Ivoire           | Stade Alassane Ouattara, Abidjan |                            |
| 22 janvier 2024 17h00 | Nsue 42e 75e · Pablo Ganet 73e · Buyla 88e | (1 - 0) |                         | Arbitrage : Mahmood Ismail       | Arbitrage : Mahmood Ismail |
| 22 janvier 2024 17h00 | Miranda 12e · Owono 45+5e · Eneme 88e      | Rapport | 45+5e Kouamé · 72e Boly | Arbitrage : Mahmood Ismail       | Arbitrage : Mahmood Ismail |

### Phase à élimination directe
La Côte d'Ivoire accède au second tour de la compétition grâce à la victoire du Maroc face à la Zambie en occupant la place de meilleur troisième de sa poule. La Côte d'Ivoire affronte en huitième de finale le Sénégal, tenant du titre et premier du groupe C, l'équipe nationale de Côte d'Ivoire obtient la victoire sur les lions de la Téranga, lors de la séance des tirs au but et obtient sa qualification pour les quarts de finale.
| Huitième de finale    | Sénégal | 1 - 1                 | Côte d'Ivoire | Stade Charles-Konan-Banny, Yamoussoukro |                          |
| 29 janvier 2024 20h00 | H. Diallo 4e | (1 - 0, 1 - 1, 1 - 1) | 86e (pen.) Kessié | Arbitrage : Pierre Atcho                | Arbitrage : Pierre Atcho |
| 29 janvier 2024 20h00 | Mané 9e · H. Diallo 59e · Camara 72e · É. Mendy 84e | Rapport               | 82e Kouamé · 90e Seri · 95e Aurier · | Arbitrage : Pierre Atcho                | Arbitrage : Pierre Atcho |
| 29 janvier 2024 20h00 | Koulibaly · P. M. Sarr · Niakhaté · Dieng · Mané | Tirs au but 4 - 5     | Pépé · Kouamé · Haller · Aurier · Kessié · | Arbitrage : Pierre Atcho                | Arbitrage : Pierre Atcho |
| 29 janvier 2024 20h00 | É. Mendy - Jakobs, Niakhaté, Koulibaly, Diatta - Camara (I. Gueye, 87e), A. Diallo (Dieng, 118e), PM Sarr - Mané, H. Diallo (Jackson, 67e), I. Sarr (Ndiaye, 96e) | Équipes               | Y. Fofana - Konan, Ndicka, Kossounou (Singo, 116e), Aurier - S. Fofana (Kouamé, 79e), Seri, I. Sangaré (Kessié, 73e) - Gradel (Adingra, 64e), Krasso (Haller, 73e), Diakité (Pépé, 65e) | Arbitrage : Pierre Atcho                | Arbitrage : Pierre Atcho |

| Quart de finale      | Mali                                                             | 1 - 2                | Côte d'Ivoire | Stade de Bouaké, Bouaké  |                          |
| 3 février 2024 17h00 | Dorgeles 71e                                                     | (0- 0, 1 - 1, 1 - 1) | 90e Adingra · 120+2e Diakité | Arbitrage : Mohamed Adel | Arbitrage : Mohamed Adel |
| 3 février 2024 17h00 | A. Traoré 39e · Haidara 45+3e · Coulibaly 90e · H. Traoré 120+5e | Rapport              | 16e, 43e Kossounou · 33e Kouamé · 37e Aurier · 111e, 120+3e Diakité ·                                                                                                 | Arbitrage : Mohamed Adel | Arbitrage : Mohamed Adel |
| 3 février 2024 17h00 |                                                                  | Équipes              | Y. Fofana - Konan, Ndicka, Kossounou, Aurier (Boly, 46e) - Kessié, Seri (Adingra, 86e) - Gradel (Diakité, 73e), S. Fofana, Pépé (Singo, 45+3e) - Kouamé (Haller, 46e) | Arbitrage : Mohamed Adel | Arbitrage : Mohamed Adel |

| Demi-finale          | Côte d'Ivoire | 1 - 0   | RD Congo | Stade Alassane Ouattara, Abidjan               |                                                |
| 7 février 2024 20h00 | Haller 65e | (0 - 0) | | Spectateurs : 51 020 Arbitrage : Ibrahim Mutaz | Spectateurs : 51 020 Arbitrage : Ibrahim Mutaz |
| 7 février 2024 20h00 | Rapport |         | | Spectateurs : 51 020 Arbitrage : Ibrahim Mutaz | Spectateurs : 51 020 Arbitrage : Ibrahim Mutaz |
| 7 février 2024 20h00 | Y. Fofana - Konan, Ndicka, Boly, Singo - S. Fofana (I. Sangaré, 61e), Seri (Lazare, 61e), Kessié - Adingra (Bamba, 80e), Haller (Krasso, 90e, Gradel (Boga, 90e) | Équipes | Mpasi - Masuaku, Baka, Mbemba, Kalulu - Moutoussamy, Pickel (Tshibola, 70e) - Wissa (Mayele, 69e), Kakuta (Bongonda, 45e), Elia (Mvumpa, 78e) - Bakambu (Banza, 69e) | Spectateurs : 51 020 Arbitrage : Ibrahim Mutaz | Spectateurs : 51 020 Arbitrage : Ibrahim Mutaz |

| Finale                | Nigeria                | 1 - 2   | Côte d'Ivoire                                | Stade Alassane Ouattara, Abidjan |                          |
| 11 février 2024 20h00 | Troost-Ekong 38e       | (1 - 0) | 63e Kessié · 81e Haller                      | Arbitrage : Dahane Beida         | Arbitrage : Dahane Beida |
| 11 février 2024 20h00 | Nwabili 53e · Aina 90e | Rapport | 54e Aurier · 87e S. Fofana · 90+6e Y. Fofana | Arbitrage : Dahane Beida         | Arbitrage : Dahane Beida |

### Statistiques

#### Buteurs
| Buts | Joueurs              | Adversaires                                      |
| ---- | -------------------- | ------------------------------------------------ |
| 2    | Sébastien Haller     | République démocratique du Congo (1) Nigeria (1) |
| 2    | Franck Kessié        | Sénégal (1) Nigeria (1)                          |
| 1    | Simon Adingra        | Mali                                             |
| 1    | Oumar Diakité        | Mali                                             |
| 1    | Seko Fofana          | Guinée-Bissau                                    |
| 1    | Jean-Philippe Krasso | Guinée-Bissau                                    |